# Air One
Air One S. p.A., діяла як Air One «Smart Carrier» — скасована італійська бюджетна авіакомпанія зі штаб-квартирою в місті Фьюмічіно (Рим), дочірнє підприємство флагманської авіакомпанії країни Alitalia. Транзитними вузлами перевізника були аеропорт Пізи, аеропорт Венеції імені Марко Поло і аеропорт Катанії Фонтанаросса. Польоти авіакомпанії були припинені в жовтні 2014 року.
Безпосередньо перед злиттям з Alitalia авіакомпанія Air One була другим за величиною комерційним авіаперевізником країни з маршрутною мережею, яка охоплювала 36 пунктів призначення в Італії, Європі та Північній Америці. Хабами Air One в той період були міжнародний аеропорт імені Леонардо да Вінчі в Римі, міланський аеропорт Лінате і туринський міжнародний аеропорт.
Назва «Air One» походить від італійського слова «airone» («чапля»), англійський варіант цього слова («чапля») є позивним авіакомпанії. Символічне зображення птаха розташоване на офіційній емблемі Air One.

## Історія

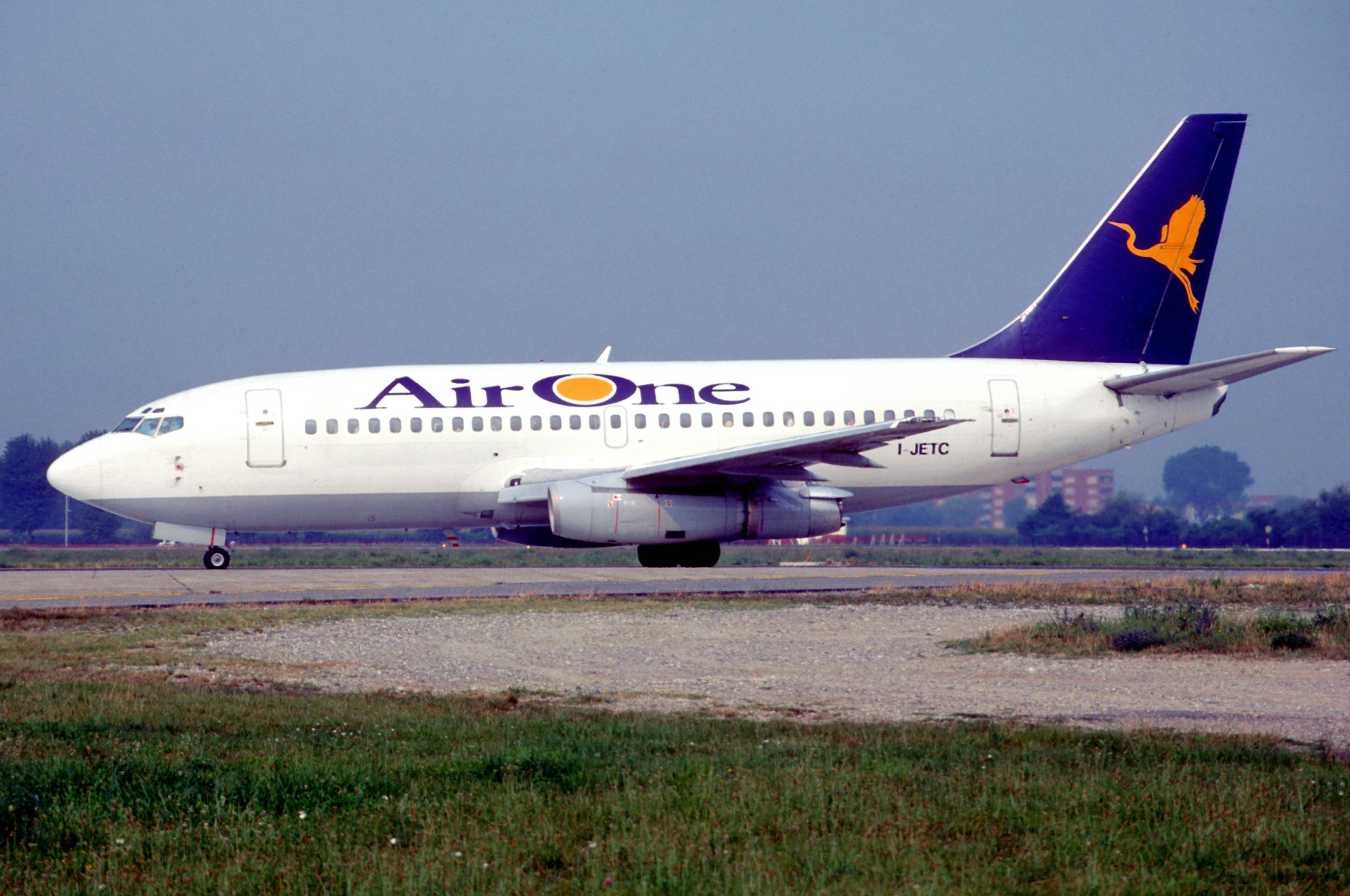
Boeing 737-200 авіакомпанії Air One, 1998 рік

### Ранні роки
Авіакомпанія Aliadriatica була заснована в 1983 році і почала свою діяльність у тому ж році з виконання рейсів аеротаксі та надання послуг з льотної підготовки пілотів інших авіакомпаній. Пізніше компанія вийшла на ринок регулярних регіональних перевезень. У 1988 році основним власником власності Aliadriatica стала одна з найбільших в Італії будівельних компаній «Gruppo Toto». У червні 1994 року авіакомпанія отримала свій перший Boeing 737-200, поставивши його на регулярні і чартерні рейси.
23 листопада 1995 року компанія змінила офіційну назву на Air One і до кінця року відкрила регулярний рейс між Римом і Міланом. За підсумками наступного року авіакомпанія перевезла 713 тисяч пасажирів, маючи тенденцію до зростання обсягів перевезень на регулярних, так і на чартерних напрямках.
У 2000 році керівництво Air One повідомило про укладення партнерської угоди з німецькою авіакомпанією Lufthansa, відповідно до умов якого майже всі рейси італійського авіаперевізника здійснювалися в рамках код-шерінгу з Люфтганзою.
Починаючи з червня 2006 року всі рейси за маршрутами регіональних напрямів стали виконуватися під торговою маркою Air One CityLiner на нових лайнерах Bombardier CRJ-900.
У 2007 році послугами регулярних та чартерних рейсів Air One скористалося близько 5,5 мільйонів осіб, за результатами цього року авіакомпанія вийшла на друге місце в країні за обсягом пасажирських перевезень після флагмана Alitalia. За підсумками 2007 року оборот компанії досяг 750 мільйонів євро, чистий прибуток склав 6,8 мільйонів євро.

### Злиття з Alitalia
У серпні 2008 року Air One оголосила про злиття з національною авіакомпанією Alitalia. 13 січня наступного року після проведення відповідних процедур Air One офіційно стала дочірнім підприємством флагмана.

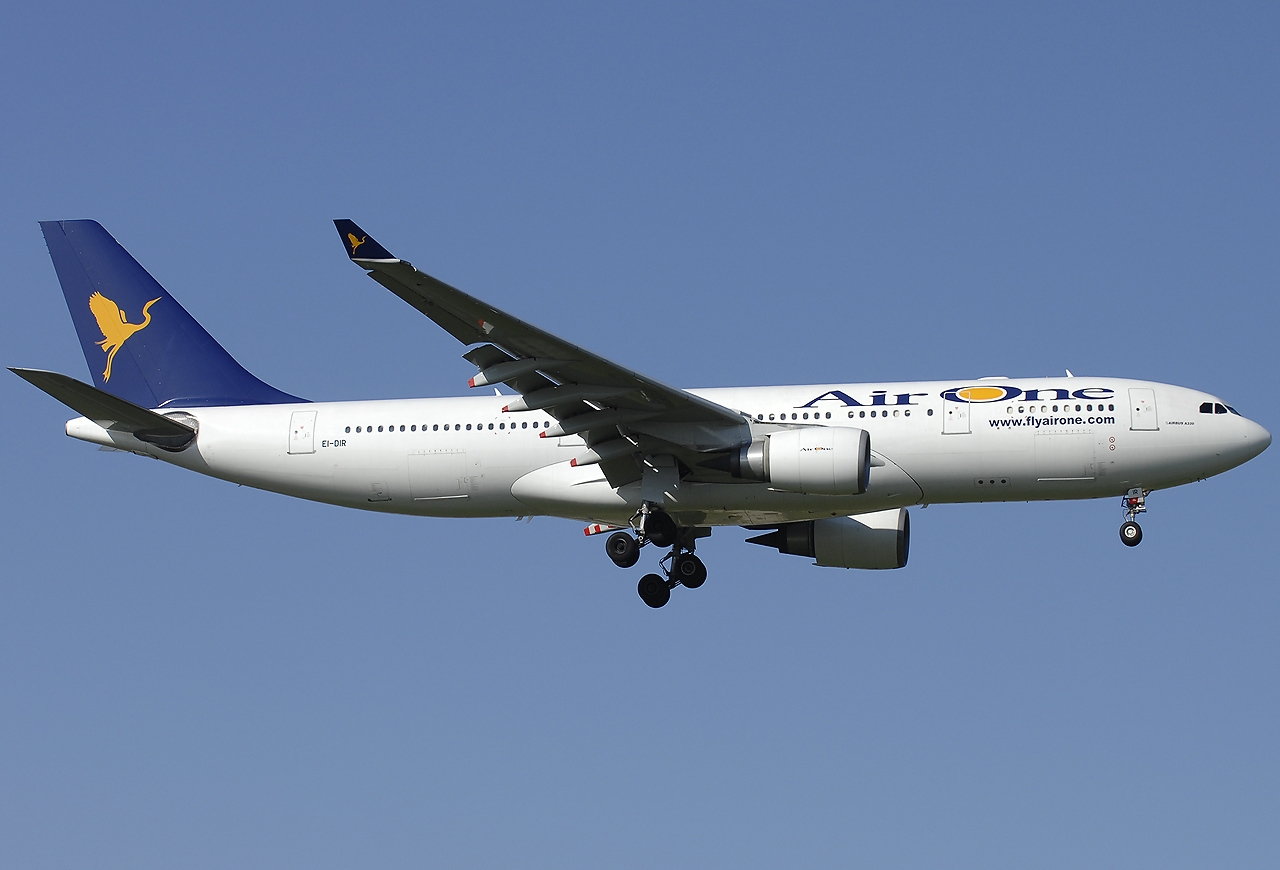
Airbus A330-200, використовувався Air One 2008-2009 роки

28 березня 2009 року завершилося дію партнерської угоди з Lufthansa, а 28 червня того ж року закінчилися договори з авіакомпаніями United Airlines і Air Canada по взаємному визнанню накопичених миль в бонусних програма Mileage Plus і Aeroplan.
В кінці 2009 року Alitalia і Air One закінчили процедуру поєднання власних систем управління замовленнями авіаквитків.
28 березня 2010 року авіакомпанія Alitalia реорганізувала дочірнє підрозділ Air One в бюджетного перевізника з торговою маркою Air One Smart Carrier з центром операцій в міланському аеропорту Мальпенса. Спочатку лоукостер здійснював польоти з дев'яти регулярних маршрутах всередині країни і п'яти маршрутах за її межами на літаках Airbus A320 з пасажирськими салонами на 180 місць .
У другому кварталі 2010 року Air One Smart Carrier перевезла 320 000 пасажирів при середній заповнюваності салонів у 89 %.
2 лютого 2011 року керівництво Air One Smart Carrier оголосив про відкриття з літнього сезону другого хаба в аеропорту Пізи. Всього за 2011 рік послугами авіакомпанії скористалося 1,6 мільйонів чоловік. У тому ж році перевізник відкрив власний вебсайт.
21 грудня 2011 року Air One Smart Carrier повідомила про відкриття третього (аеропорт Венеції імені Марко Поло), а 1 жовтня наступного року — і четвертого (аеропорту Фонтанаросса) хабів в цілях розширення маршрутної мережі регулярних перевезень.

### Припинення діяльності
У кінці серпня 2014 року Alitalia оголосила про ліквідацію Air One. Це рішення було прийнято в рамках реструктуризації Alitalia з скороченням рейсів, флоту і персоналу, після того, як її акції перейшли арабської авіакомпанії Etihad Airways. 1 жовтня бренд Air One припинив своє існування. Частина рейсів була передана материнської Alitalia. 30 жовтня 2014 року Air One повністю припинив свої польоти.

## Маршрутна мережа
Маршрутна мережа регулярних перевезень авіакомпанії Air One охоплює 34 пункту призначення у 15 країнах Європи, Північної Африки та Північної Америки. Вузлові аеропорти авіакомпанії перебували в Катаньї, Пізі, Палермо, Венеції і Вероні.
Air One виконувала рейси і в Росію. Польоти здійснювалися в Москву, Санкт-Петербург, Самару і Ростов-на-Дону.

## Флот

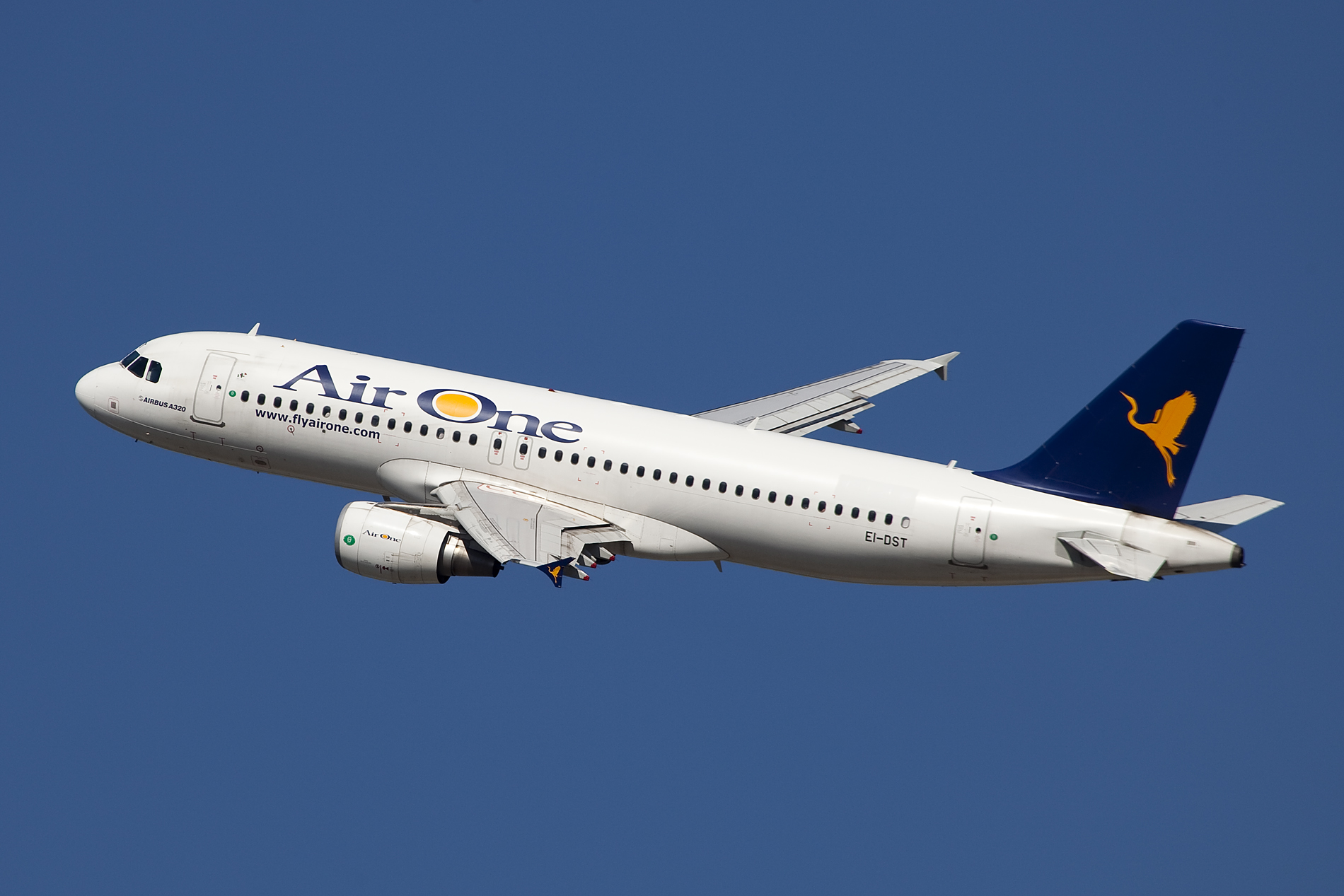
Airbus A320-200 в кольорах Air One

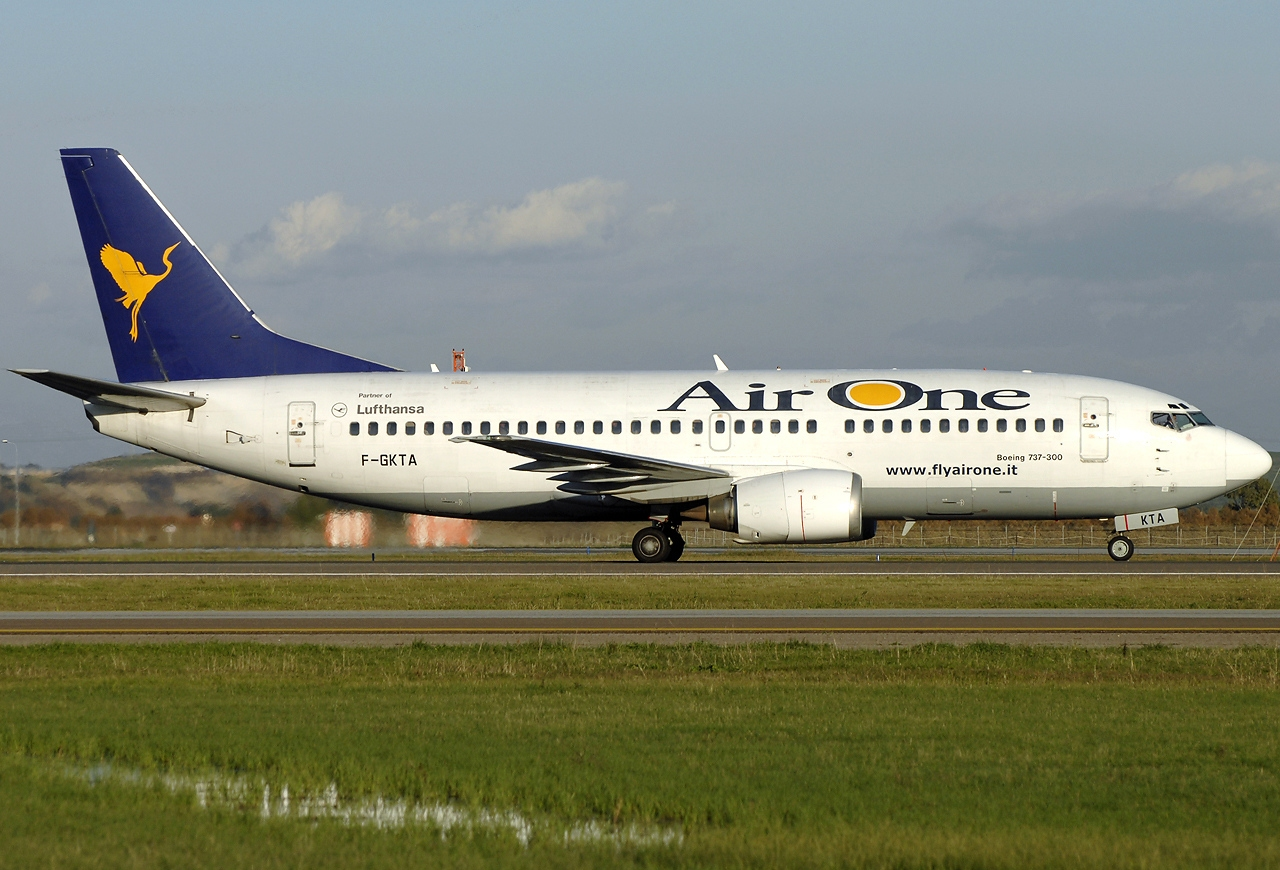
Boeing 737-300, використовувався в 1995-2010 роки

До припинення діяльності в експлуатації у Air One перебували 10 літаків Airbus A320. На липень 2014 року середній вік усього парку становив 6,3 років:

### Колишній флот
З початку утворення в авіакомпанії Air One експлуатувалися наступні типи повітряних суден: